# Liste des clochers-murs de la Corrèze
Cet article recense les édifices religieux de la Corrèze, en France, munis d'un clocher-mur.

## Liste
| Édifice                                                  | Commune                         | Notes                          | Coordonnées                      | Photo |
| -------------------------------------------------------- | ------------------------------- | ------------------------------ | -------------------------------- | ----- |
| Eglise Saint-Pierre                                      | Alleyrat                        | Classé MH (1975)               |                                  |       |
| Abbatiale de la Nativité-de-Notre-Dame                   | Aubazines                       | Classé MH (1840)               | 45° 10′ 29″ nord, 1° 40′ 12″ est |       |
| Église Saint-Georges de Bellechassagne                   | Bellechassagne                  |                                |                                  |       |
| Église Saint-Médard                                      | Bonnefond                       |                                | 45° 31′ 52″ nord, 1° 59′ 00″ est |       |
| Église Saint-Pierre-ès-Liens                             | Brignac-la-Plaine               |                                | 45° 11′ 19″ nord, 1° 20′ 24″ est |       |
| Église Saint-Pardoux                                     | Bugeat                          | Classé MH (1917)               | 45° 35′ 50″ nord, 1° 55′ 39″ est |       |
| Église de la Nativité-de-Saint-Jean-Baptiste de Chavanac | Chavanac                        |                                |                                  |       |
| Église Saint-Clair de Chaveroche                         | Chaveroche                      |                                |                                  |       |
| Église Saint-Barthélemy                                  | Cublac                          |                                | 45° 08′ 41″ nord, 1° 18′ 23″ est |       |
| Église Saint-Maurice                                     | Darnets                         | Classé MH (1923)               | 45° 25′ 33″ nord, 2° 06′ 37″ est |       |
| Église Saint-Martial                                     | Estivaux                        |                                | 45° 18′ 53″ nord, 1° 29′ 02″ est |       |
| Église Saint-Étienne-de-Braguse                          | Gimel-les-Cascades              | Inscrit MH (1926)              | 45° 17′ 53″ nord, 1° 50′ 43″ est |       |
| Église Saint-Pardoux                                     | Gimel-les-Cascades              | Inscrit MH (2009)              | 45° 17′ 56″ nord, 1° 51′ 05″ est |       |
| Église Saint-Pierre-aux-Liens                            | Gourdon-Murat                   |                                | 45° 32′ 25″ nord, 1° 53′ 42″ est |       |
| Église Saint-Eutrope-de-Saintes de Grandsaigne           | Grandsaigne                     |                                | 45° 29′ 23″ nord, 1° 55′ 07″ est |       |
| Église Saint-Étienne                                     | Gros-Chastang                   |                                | 45° 12′ 36″ nord, 1° 59′ 27″ est |       |
| Église Saint-Barthélemy                                  | Lamazière-Basse                 | XIe siècle ; Inscrit MH (1971) | 45° 22′ 20″ nord, 2° 10′ 15″ est |       |
| Église Saint-Caprais                                     | Larche                          |                                | 45° 07′ 25″ nord, 1° 24′ 52″ est |       |
| Église Saint-Martial                                     | Lestards                        | Inscrit MH (2002)              | 45° 30′ 54″ nord, 1° 52′ 27″ est |       |
| Église Saint-Pierre                                      | Lissac-sur-Couze                | Inscrit MH (1972)              | 45° 06′ 10″ nord, 1° 27′ 39″ est |       |
| Église Saint-Sigismond                                   | Mansac                          |                                | 45° 10′ 04″ nord, 1° 23′ 01″ est |       |
| Église Saint-Yrieix                                      | Meilhards                       |                                | 45° 33′ 31″ nord, 1° 39′ 02″ est |       |
| Église Sainte-Madeleine de Millevaches                   | Millevaches                     |                                |                                  |       |
| Église Saint-Julien                                      | Nespouls                        | Inscrit MH (1926)              | 45° 02′ 56″ nord, 1° 30′ 09″ est |       |
| Église Saint-Georges                                     | Pradines (Corrèze)              |                                | 45° 30′ 22″ nord, 1° 54′ 32″ est |       |
| Église Saint-Léonard                                     | Pérols-sur-Vézère               | Inscrit MH (1926)              | 45° 34′ 00″ nord, 2° 01′ 16″ est |       |
| Église de la Transfiguration-de-Notre-Seigneur           | Perpezac-le-Blanc               | Classé MH (1925)               | 45° 13′ 20″ nord, 1° 19′ 58″ est |       |
| Église Saint-Bonnet-de-Clermont                          | Saint-Bonnet-les-Tours-de-Merle |                                | 45° 03′ 36″ nord, 2° 03′ 45″ est |       |
| Église Saint-Cyr-Sainte-Julitte                          | Saint-Cirgues-la-Loutre         | Inscrit MH (1928)              | 45° 04′ 44″ nord, 2° 05′ 57″ est |       |
| Église Saint-Cyr-Sainte-Julitte                          | Saint-Cyr-la-Roche              | Classé MH (1840)               | 45° 16′ 13″ nord, 1° 23′ 35″ est |       |
| Église Saint-Frédulphe                                   | Saint-Fréjoux                   | Inscrit MH (1973)              | 45° 32′ 40″ nord, 2° 22′ 24″ est |       |
| Église du Vieux Bourg                                    | Saint-Geniez-ô-Merle            | Ruines ; Classé MH (1969)      | 45° 04′ 12″ nord, 2° 04′ 59″ est |       |
| Église Saint-Germain                                     | Saint-Germain-Lavolps           |                                |                                  |       |
| Église Saint-Martial                                     | Saint-Martial-Entraygues        | Inscrit MH (1927)              | 45° 07′ 12″ nord, 1° 58′ 22″ est |       |
| Église Notre-Dame-de-l'Assomption                        | Sainte-Marie-Lapanouze          | Inscrit MH (1987)              | 45° 25′ 50″ nord, 2° 20′ 27″ est |       |
| Chapelle Notre-Dame                                      | Saint-Merd-les-Oussines         |                                | 45° 37′ 09″ nord, 1° 59′ 29″ est |       |
| Église Saint-Rémy                                        | Saint-Rémy (Corrèze)            |                                |                                  |       |
| Église Saint-Pierre                                      | Sarran (Corrèze)                |                                | 45° 24′ 32″ nord, 1° 56′ 15″ est |       |
| Chapelle de Glény (de)                                   | Servières-le-Château            | Classé MH (1952)               | 45° 08′ 00″ nord, 2° 00′ 15″ est |       |
| Église Saint-Martin                                      | Sornac                          |                                | 45° 40′ 03″ nord, 2° 11′ 40″ est |       |
| Église sainte-Eulalie                                    | Uzerche                         |                                |                                  |       |
| Chapelle Notre-Dame                                      | Voutezac                        | Classé MH (2008)               | 45° 16′ 38″ nord, 1° 27′ 22″ est |       |
| Église Saint-Hippolyte                                   | Yssandon                        | Classé MH (1963)               | 45° 12′ 30″ nord, 1° 22′ 07″ est |       |